# Rhanidea unicolor
Rhanidea unicolor es una especie de coleóptero de la familia Endomychidae.

## Distribución geográfica
Habita en Estados Unidos.